# Copín de Holanda

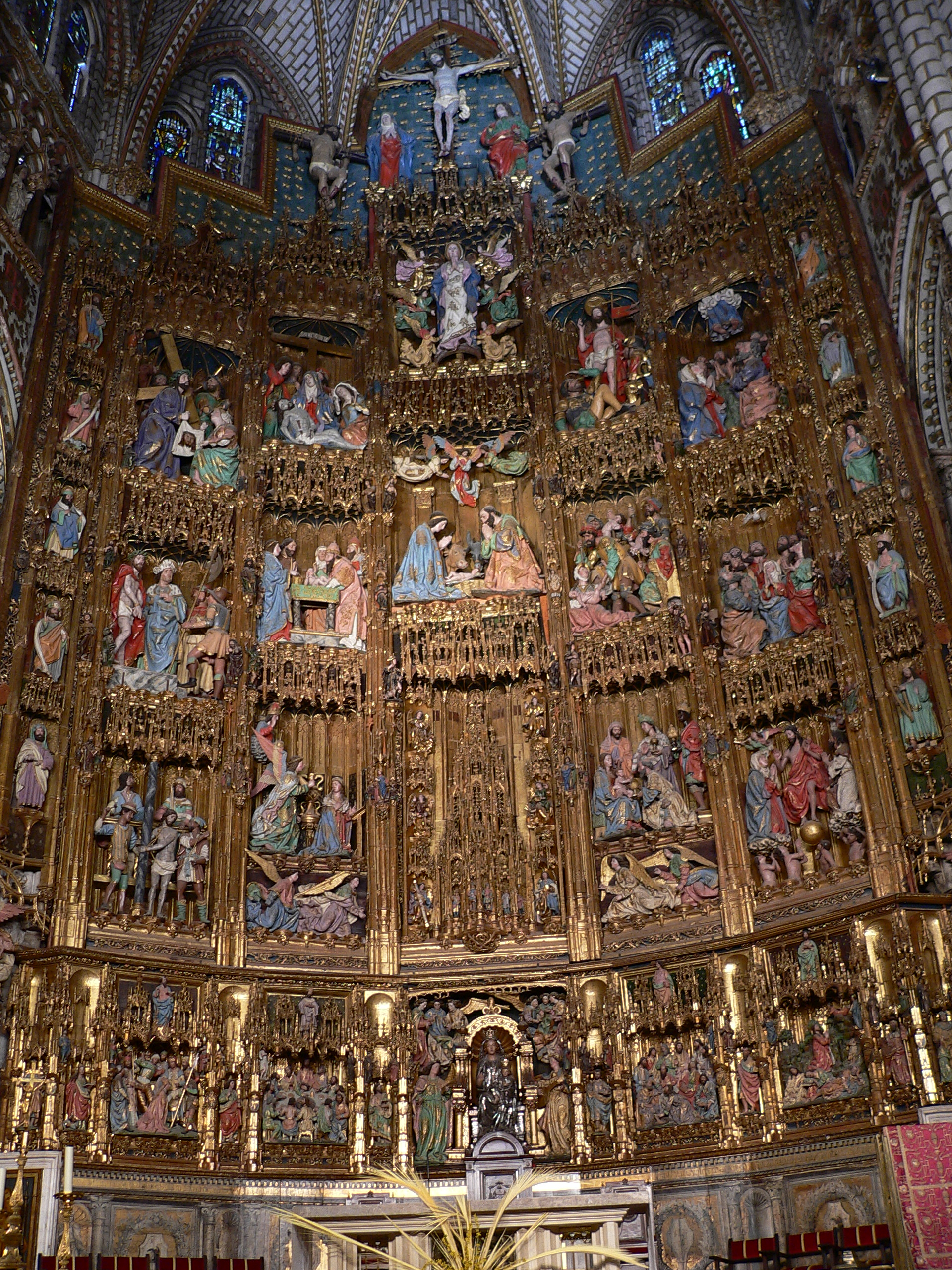
Retablo mayor de la catedral de Toledo, en el que participa Copín de Holanda.

Diego Copín de Holanda fue un maestro escultor, presumiblemente nacido en Holanda, activo desde el último cuarto del siglo XV y principios del siglo XVI, en varias catedrales de España. 

## Biografía
Apenas se conocen datos de su vida, e incluso la huella de su obra es difusa por haber trabajado en colaboración con otros artistas en muchas de sus obras.
Trabajó en la sillería del coro de la Catedral de León, c. 1480. Colaboró en Toledo con Sebastián de Almonacid y Felipe de Vigarny, en el retablo mayor de la catedral, c. 1498; también trabajó en los sepulcros reales y en el Santo Entierro. Participó también en la ejecución del retablo mayor de la iglesia de San Juan Bautista en Camarena (Toledo), donde intervino en las labores escultóricas junto a otros artistas, como Juan de Borgoña.
Su estilo adscrito al Gótico tardío, con cierta humanización de los tipos humanos, en clara transición del gótico al renacimiento, en pleno desarrollo en aquellos momentos en Italia. Se caracteriza por el detallismo y cierta tendencia a la monumentalidad. Establecido en España, trabajó fundamentalmente en Toledo, donde realizó, en colaboración con otros autores, la considerada su gran obra, el retablo mayor de la Catedral Primada, de esquema gótico muy tradicional, con doseletes, tracerías y perfil escalonado. La gran novedad que aporta es la preeminencia del tabernáculo, situado en el centro del retablo y concebido a modo de transparente; este esquema se repetiría en la retablística posterior con gran profusión. Intervino también en las catedrales de León y Coria, y parece que dio unas trazas para la custodia catedralicia toledana, que luego ejecutaría Enrique de Arfe.
Descubiertas en el año 2020 bajo gruesas capas de yeso en el retablo mayor de la iglesia de la Santísima Trinidad de Alcaraz (Albacete), se encontraron ocho tablas originales del maestro Juan de Borgoña, junto al grupo escultórico con toda probabilidad obra de Copín de Holanda.

## Obra en lacatedral de Coria

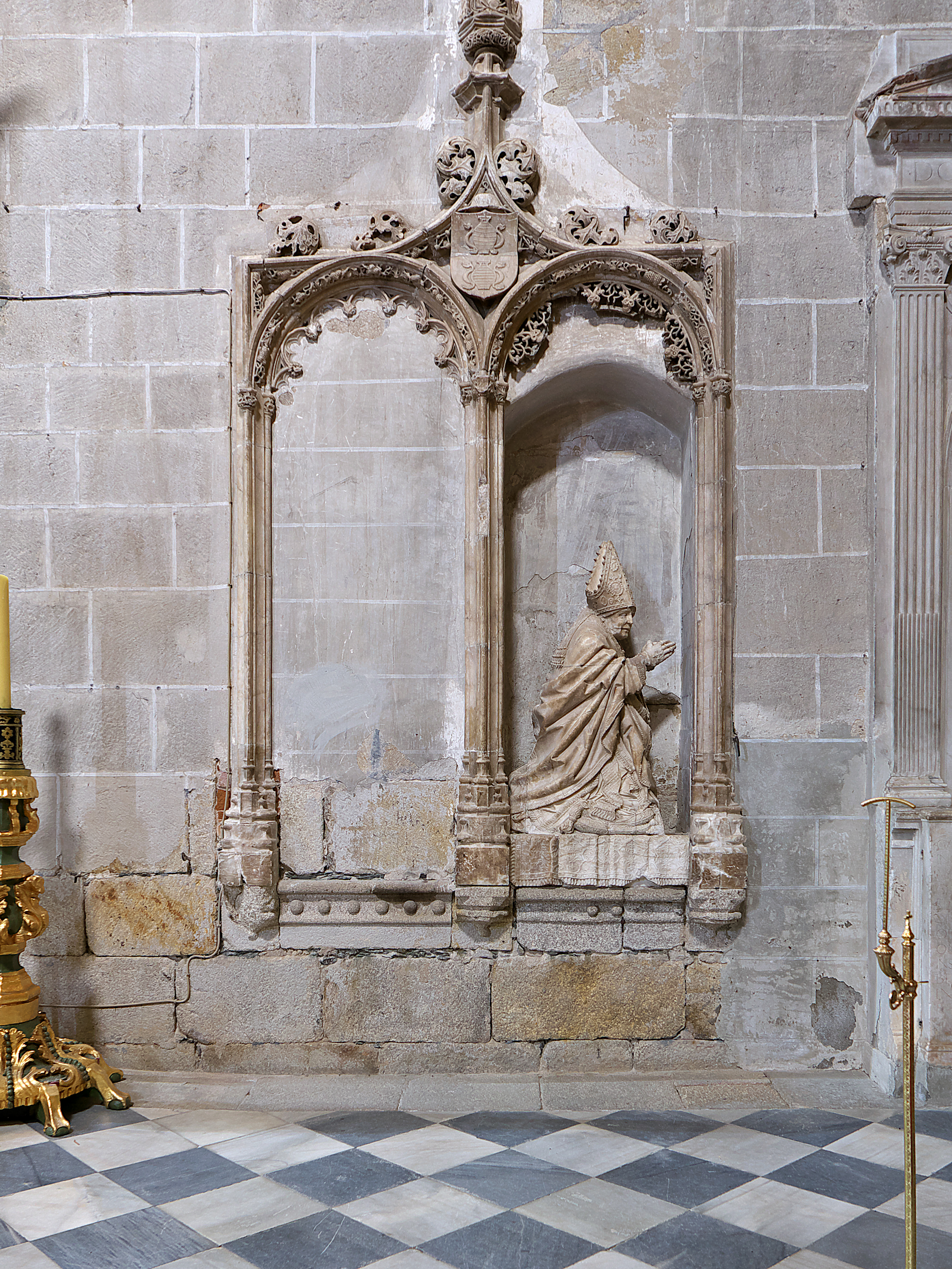
Pedro Ximénez de Préxamo, Catedral de Coria

- Sepulcro del obispo Ximénez de Préxamo.

## Obra en lacatedral de Toledo
- Retablo mayor. En colaboración con el maestre Petit Juan y Rodrigo Alemán.
- Imágenes yacentes de los sepulcros de los reyes, en el presbiterio.
- Grupo escultórico del Santo Entierro en la cripta o capilla del Sepulcro que se encuentra debajo del presbiterio.
- Imagen de San Eugenio en la capilla que lleva su nombre.
- Silla arzobispal de la sala capitular.
- Retablo de la capilla del Cristo de la Columna.